# Öttershagen (Windeck)
Öttershagen ist ein Ortsteil der Gemeinde Windeck im Rhein-Sieg-Kreis.

## Lage
Öttershagen liegt auf den südlichen Hängen des Bergischen Landes. Nachbarorte sind Kohlberg im Nordosten und Langenberg im Südwesten.

## Geschichte
Das Dorf gehörte zum Kirchspiel Rosbach und zum Amt Windeck.
1830 hatte der Ort 96 Bewohner.
1845 hatte der Weiler 143 Einwohner in 25 Häusern, 18 Katholiken und 125 Lutheraner. 1863 waren es 111 Personen. 1888 gab es 161 Bewohner in 34 Häusern.
1962 wohnten hier 166 und 1976 168 Personen.
Aus diesem Ort stammen nachweisbar die Urahnen aller Personen mit dem Nachnamen Oettershagen, Öttershagen oder Ottershagen ab. S. hierzu auch die Chronik der Familie Oettershagen von Gerhard B. Oettershagen, Selters/Ts., Quelle: Kirchenbuch Rosbach/Sieg evgl, bzw. Familienbuch Rosbach/Sieg 1640–1900 evgl
Dorfleben
In Öttershagen gibt es eine evangelische Kirche, die Auferstehungskirche. Im Ort gibt es den Fußballverein SV 1919 Öttershagen und einen Reitverein.
Seit 2020 gibt es nun auch einen kleinen Moped Club MC Kurvenlachs.

## Sehenswertes
Nördlich vom Ort liegt die Grube Silberhardt und den ca. 2 km langen Bergbauwanderweg.